# Мария Гролмузец
Мария Гролмузец (24 април 1896 г. Лайпциг, Германия – 6 август 1944 г., концентрационен лагер Равенсбрюк, Германия) е обществена активистка, журналистка, писателка и деец на социалистическата съпротива срещу нацисткия режим в Германия.

## Биография
Мария Гролмузец е родена на 24 април 1896 г. в Лайпциг в семейството на доктора на филологиите и директора на училище Ян Гролмус (Йоханес Гролмус). През декември 1917 г. тя завършва училище за обучение на учители в Лайпциг , след което започва да преподава в основно училище.
През 1918 г. Гролмузец се присъединява към културната и социална организация Луджа „Матриците на Сърбия“. Учи във филологическите и историческите факултети на университета в Лайпциг и Берлин и по време на обучението си е член на Лигата на студентите-социалисти. През 1928 г. започва да пише журналистически статии във вестник Rhein-Mainische Volkszeitung През 1929 г. тя се присъединява към Комунистическата партия на Германия, от която скоро е изгонена, след като се присъединява към Бухаринистката опозиционна комунистическа партия. През 1932 г. активистката се присъединява към Партията на социалистическите работници на Германия.
След като нацистите идват на власт, Мария Гролмузец си сътрудничи с революционните социалисти и се занимава с незаконна политическа дейност – транспортира нелегални печатни медии от Чехословакия и придружава политически бежанци на граничния пункт. Освен това поддържа политически отношения с опозиционни групи на СДП, ККЕ и австрийския социалист Ото Бауер.
На 7 ноември 1934 г. Мария е арестувана заедно с другаря си Херман Райнмут . Задържани в Дрезден. На 23 ноември 1935 г. тя е осъдена от Народния съд на шест години затвор във Валдхайм. По време на затвора поради заболяване на щитовидната жлеза ѝ е предложена свобода, подлежаща на изоставяне на нелегални дейности. След отказа си тя е преместена през декември 1940 г. в концентрационния лагер в Равенсбрюк, където умира от рак на 6 август 1944 г.

## Съчинения
- Die Frau und die junge Demokratie. Ein Bericht über Frau, Politik und Demokratie. Франкфурт 1925 г.
- Über die weibliche Form der Politik. W: Die Schildgenossen. 1/1926.
- Was die die linke Sozialdemokratie? W: Gegen den Strom. 4/1931.
- Die Kluft. W: Kampfsignal. 1932.
- Josef Görres und die Demokratie. Липск 1932 г.

## Памет
- На Мария Гролмузец са кръстени улици в Лайпциг, Баутцен и Хойерверде, както и няколко образователни институции.
- През 1959 г. пощата в ГДР издава пощенска марка, посветена на Мария Гролмузец.
- Лужицкият композитор Улрих Уеърд написва симфонично стихотворение за оркестъра Мария Гролмус.